# 萌妻食神 (动画)
《萌妻食神》是一部2018年中國网络动画，由阅文集团出品，杭州娃娃鱼动画设计有限公司负责制作、並由辅乐文化負責音乐制作、音熊联萌配音。首季於2018年12月29日開始於哔哩哔哩独家播出，2019年3月9日播放完畢，全12话。2021年出第二季。

## 劇情
动画改编自紫伊281所著同名网络小说，以古代中华美食为背景，讲述擁有精湛廚藝的女主角叶佳瑶，穿越到古代怀宋年间，被土匪抢上黑风寨，嫁给黑风寨的三当家夏淳于，从而引发的恋爱美食故事。

## 主要角色
| 角色   | 大陆配音        | 簡介 |
| 葉佳瑶 | 十四            | 本作女主角，原為现代美食杂志主编“葉佳瑤”，因误食毒菌菇却不慎中毒身亡，穿越到古代同样死去的新娘“葉瑾萱”身上得以重生，並陰錯陽差地成了三当家夏淳于的压寨夫人。 黑風寨僥伐後落難，化名為女扮男裝的李堯，在金淩的一間天上居菜館當主廚，個性樂觀、古靈精怪，並且擁有高超廚藝。         |
| 夏淳于 | 孙晔            | 黑风寨的三当家，真实身份為臥底靖安侯世子爺，渴望收获皇上和家族的认可，成为合格的靖安侯继承者。 性格驕傲、毒舌，女主偶而會俏皮叫他“夏蠢驢”。在成功僥伐黑風寨之後，回金淩靖安侯府生活，因钟情于叶佳瑶的料理，一直將換廚師希望能再次品嚐與葉佳瑤料理的相同味道。金淩靖安侯府二公子。 |
| 赫连景 | 沈达威          | 赫连王府小王爷，以夏淳于和哥哥赫連煊为榜样，於第6集初登場，在落難時與女扮男装的叶佳瑤意外成為好友。 個性單純、正直。先前雖出身显贵，却难交知心朋友，因此十分重視與叶佳瑶的感情。                                                                                                  |
| 赫連煊 | 夏磊            | 赫連王府小王爺的哥哥，與邊境的某少女戀愛。 |
| 蘇逸   |                 | ？？？的三公子，趙起轩都稱"蘇蘇"，因女主的協助下接受趙起軒。 |
| 趙起軒 | 谢添天          | 喜歡男人的一位公子，最喜歡的是蘇蘇，但都沒得到正面回應，在女主協助下成功得到蘇蘇的回應。 |
| 夏淳風 | 修缘            | 夏淳于的弟弟，曾與琉璃郡主有過婚約。金淩靖安侯府三公子。 |
| 夏拙峰 | 鹏小胖          | 夏淳于的最小弟弟。金淩靖安侯府四公子。 |
| 夏淳禮 | ？？？ (配音员) | 金淩靖安侯府大公子。 |

## 各話標題
| 话数   | 标题           | 剧本        | 分镜               | 作画监修      |
| ------ | -------------- | ----------- | ------------------ | ------------- |
| 第1话  | 南国佳瑶初到来 | 潘斌        | 佳菲               | 罗艺蓓        |
| 第2话  | 异乡何处寻安身 | 小腹        | 佳菲               | 罗艺蓓        |
| 第3话  | 相识于危未相知 | 叶雯 小腹   | 陈华居 佳菲        | 罗艺蓓 吴良贤 |
| 第4话  | 山雨欲来风满楼 | 叶雯 小腹   | 陈华居 佳菲        | 罗艺蓓 孙吉英 |
| 第5话  | 石火惊尘烟波平 | 高岱遐      | 王朋交 佳菲        | 罗艺蓓        |
| 第6话  | 漾舟寻得莲子归 | 小腹        | 陈华居 佳菲        | 罗艺蓓        |
| 第7话  | 一别两地山水色 | 小腹 以北   | 陈华居 佳菲        | 罗艺蓓        |
| 第8话  | 山程水驿遇故人 | 高岱遐 以北 | 陈华居 佳菲        | 罗艺蓓 孙吉英 |
| 第9话  | 龙蟠虎踞金陵郡 | 小腹 以北   | 东也 佳菲          | 罗艺蓓        |
| 第10话 | 寻声巧问何处宴 | 呆鹅 以北   | 陈华居 王鹏交 佳菲 | 罗艺蓓 孙吉英 |
| 第11话 | 鹊桥盈盈春波绿 | 呆鹅 以北   | 陈华居 王鹏交      | 罗艺蓓 吴良贤 |
| 第12话 | 此时无声胜有声 | 呆鹅 以北   | 陈华居 王鹏交 佳菲 | 东也 佳菲     |

## 主題曲
- 片頭曲：《味覺的旅行》

演唱：小緣
作詞：零兮
作曲：錢襄、沈輯
編曲：錢襄、沈輯
和音：方雯
吉他：曲揚
混音：Ibg
- 片尾曲：《含羞草》

演唱：趙貝爾
作詞：桂子油
編曲：桂子油
混音：evalia

## 外部連結
- 《萌妻食神》於嗶哩嗶哩彈幕網的主頁 （页面存档备份，存于）
- 《萌妻食神》官方微博
- 《萌妻食神》於娃娃魚動畫介紹頁面
- Meng Qi Shi Shen （页面存档备份，存于） on Anime-Planet （英文）